# Apoș
Apoș (deutsch Abtsdorf bei Agnetheln, ungarisch Szászapátfalva, wörtlich „Sächsisch-Abtsdorf“) ist ein Dorf in Siebenbürgen (Rumänien). Es ist Teil der Gemeinde Bârghiș.

## Geschichte
Früher war Abtsdorf ein Hörigendorf. Die Ortschaft liegt in einem Seitental des Harbach, fünf Kilometer nordöstlich von Bürgisch und wurde seinerzeit anlässlich der vom 11. bis 13. Jahrhundert dauernden deutschen Ostkolonialisierung vor dem Zisterzienserkloster Kerz in Siebenbürgen gegründet. Diese Ansiedlung geschah auf Befehl der ungarischen Könige, die beabsichtigten, die bisher weitgehend menschenleere Gegend zu bevölkern und gegen Eindringlinge aus dem Osten zu schützen. Eine erste urkundliche Erwähnung gibt es aus dem Jahr 1322.
Wie in vielen Dörfern Rumäniens sind die Häuser entlang von wenigen, gut sichtbaren Straßen gebaut.

## Sehenswürdigkeit
- Kirche Apoș